# Технологические изменения
Технологические изменения — термин, используемый для описания общего процесса создания, рационализации и распространение технологий или процессов. Термин является синонимом технологического развития, технологических достижений и технического прогресса. По сути — это создание технологии (или технологического процесса), непрерывный процесс совершенствования технологии (во время которого она часто дешевеет) и её распространения (диффузия) в промышленности и обществе.

## Моделирование технологических изменений
Ранее технологические изменения описывались с помощью «Линейной модели инноваций», которая сегодня часто отвергается и заменяется моделью постоянных технологических изменений, включая нововведения на всех этапах исследования, разработки, распространения и использования. 
Когда речь идёт о «моделирование технологических изменений» часто подразумевается процесс созидания. Этот процесс постоянного совершенствования, который часто моделируется в виде кривой, изображающей уменьшение расходов со временем (например, топливные элементы дешевеют с каждым годом). Технологические изменения часто включаются в другие модели (например, модели изменения климата), поэтому часто считались экзогенным фактором. Сегодня технологические изменения чаще включаются в качестве эндогенного фактора. Политика может влиять на скорость и направление технологических изменений (например, содействуя развитию экологически чистых технологий).

### Диффузия
Диффузия инноваций — распространение технологии через общество или промышленность. Распространение технологии в целом соответствует S-образной кривой, так как ранние версии технологии были достаточно неудачными, затем был период успешных инноваций с высоким уровнем принятия, и, наконец, достижение своего максимального потенциала на рынке.

## Технологические изменения как социальный процесс
В основе идеи технического прогресса как социального процесса лежит общее согласие о важности социального контекста и коммуникации. Согласно этой модели, технологические изменения рассматриваются как социальный процесс с участием производителей и других (например, правительства), на который глубоко влияет культурная среда, политические институты и маркетинговые стратегии.
В свободной рыночной экономике максимизация прибыли является мощной движущей силой технического прогресса. Как правило, разрабатываются и появляются на рынке только те технологии, которые обещают максимизацию прибыли для владельцев основного капитала. Любые технологии, не соответствующие этому критерию, даже если они могут удовлетворить очень важные социальные нужды, не разрабатываются дальше. Таким образом, технологические изменения — это социальный процесс, который в значительной степени определяется финансовыми интересами капитала. В настоящее время есть хорошо установленные демократические процессы, такие как голосование за социальную или экологическую целесообразность новой технологии, которые предшествовали развитию этой технологии и распространению её на рынке, и позволили бы гражданам определить направление технологических изменений.